# 에니악

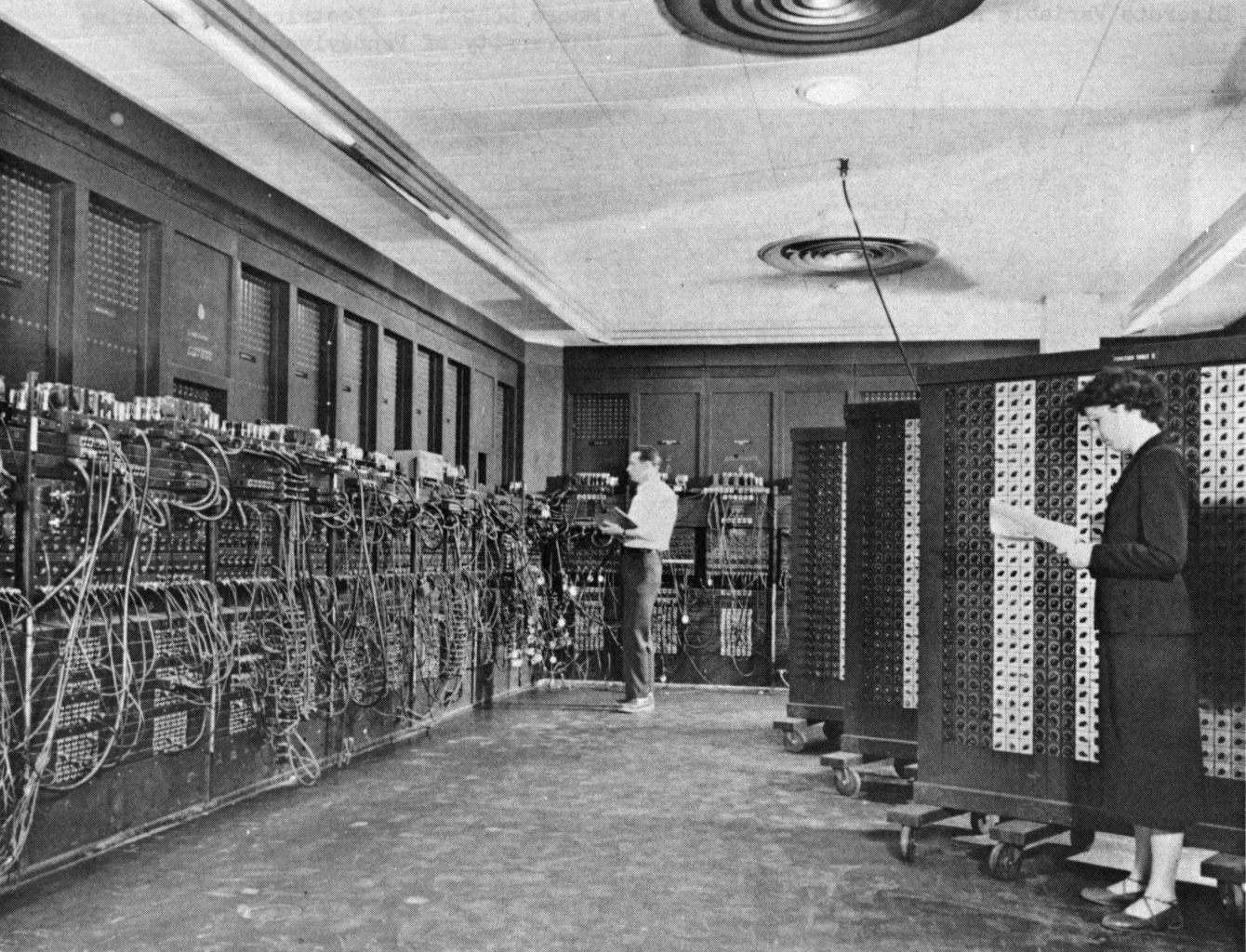
에니악

전자식 숫자 적분 및 계산기(Electronic Numerical Integrator And Computer; ENIAC, 에니악)는 1943년에서 3년에 걸쳐서 1946년 2월 14일에 펜실베이니아 대학의 모클리와 에커트가 제작한 전자 컴퓨터이다. 1947년 7월 29일에 작동을 시작해 1955년 10월까지 활용되었으며, 현재는 스미소니언 박물관과 펜실베이니아 대학에 분산해 보관되고 있다.
보통 에니악이 세계 최초의 컴퓨터라고 알려져 있으나, 현대적인 전자 컴퓨터로는 콜로서스가 최초이며, 모든 범주를 포함해서 보면 안티키티라 기계가 최초의 컴퓨터이다.

## 개요
- 폭 : 1m
- 높이 : 2.5m
- 길이 : 25m
- 총 중량 : 약 30여t
- 진공관 개수 : 약 18,000여개
- 릴레이 : 1,500여개
- 작동 전력 : 150kw
- 개발비 총액 : 49만 달러 (당시 미국 달러 기준)

현재와 같은 프로그램 기억식이 아니라, 프로그램을 배선판에 일일이 배선하는 외부 프로그램 방식이었다. 마크－원에서는 계산기를 제어하는 데 종이테이프가 쓰이는 데 비해 선판의 연결에 의해 계산을 수행했으므로 작업에 따라 배선판을 교체해야만 하였다(그러나 어느 것이나 계산순서를 지령하는 일련의 명령은 그 대상인 데이터와는 별도로 주어졌다). 또한, 릴레이 중 하나가 고장이 나면 작동이 아예 불가능하였다. 20개의 변수와 300개의 정수를 기억하는 메모리가 장착되었고, 플로피 디스크 같은 외부 기억장치는 가지고 있지 않았다.
현재의 컴퓨터는 2진수로 계산을 하는 것이 대부분이지만 에니악의 내부구조에는 10진수를 채용했다. 부호 첨부 10자리수의 연산이 가능해 매초 5000회 덧셈에 14회 곱셈을 실행할 수 있었으며, 이는 십진수 10자리의 곱셈을 0.0028(28,000분의 1초)초, 나눗셈을 0.006초(6,000분의 1초) 이내에 처리할 수 있는, 당시에는 획기적인 컴퓨터였다.
에니악 개발은 프레스퍼 에커트하고 존 모클리가 주도했으며, 개발 목적은 대포의 정확한 탄도 계산이었다. 대포의 탄도 계산이라는 소기의 목적은 달성했으나, 기억 용량이 적고 내장 프로그램이 아니라 외부 프로그래밍 방식이어서 사용에 제약이 많았다. 전쟁이 끝난 후에는 난수 연구, 우주선 연구, 풍동 설계, 일기 예보 등에도 이용되었다.
하지만 가동되었을 때, 펜실베이니아 시내에 있던 가로등이 모두 희미해지고, 거리의 신호등이 꺼지는 등의 오작동을 일으킬 정도로 어마무시한 전력을 소모하였다(시간당 150kw).
게다가 한 번 가동을 시키면 작동에 많은 시간이 걸리는데다, 엄청난 열이 발생하였으며, 진동에도 취약한데다, 고장도 많았다.
18,000개가 넘는 진공관 때문에 한 번 가동시킬 때마다 찜질방으로 변해버릴 정도로 엄청난 열이 발생하여 에어컨하고 선풍기를 자주 켜야 했으며, 진공관이 자주 터져버리는 바람에 가동하는 시간보다 진공관을 교체하는 시간이 더 오래 걸렸을 정도였으니, 성능은 그 당시 컴퓨터 치고는 크기에 비해 아주 형편없었다.
전자공학 기술의 발달로 1955년까지 사용되다가 다른 컴퓨터로 대체되어 구시대의 유물로 전락하였다.

## 최초의 컴퓨터에 대한 논쟁
후에 아타나소프사가 자신들이 개발한 아타나소프-베리 컴퓨터(ABC)가 최초의 컴퓨터라며 이의를 제기 했고, 1973년 10월 19일 미국 법원에서 "인류 최초의 계산기는 ABC다"라고 판결하였고 아타나소프사가 승소했다. 하지만 대영제국이 발명하고, 발명 사실을 비밀로 한 콜로서스라는 컴퓨터가 최초라고 하는 사람들도 많다. 그러나 아직 대중 사이에서는 에니악이 최초의 컴퓨터라고 알려져 있다.

## 같이 보기
- 에드삭